# Михаил Анчаров
Михаил Леонидов Анчаров е руски съветски бард (автор-изпълнител), писател, поет, драматург, сценарист, художник. Считан за първия съветски изпълнител в жанра на авторската песен.

## Биография
Анчаров е роден в семейството на инженер-конструктора от Московския електролампов завод Леонид Михайлович Анчаров (п. 1968) и неговата жена, преподавателка по немски език Евгения Исаевна Анчарова (п. 1959). В детството си посещава музикална школа и детска изостудия при Всесъюзния централен съвет на професионалните съюзи (ВЦСПС).
През 1940 г. започва да учи в Архитектурния институт. През юли 1941 г. прекъсва ученето си в института и заедно с Юрий Ракино, съученик от изостудията, подава заявление в районния военкомат с молба да бъде изпратен като доброволец на фронта. По препоръката на районния военкомат държи изпити и го приемат във Военния институт за чуждестранни езици на Червената армия, където учи китайски и японски език. Завършва института през 1944 г. Като военен преводач с китайски език в 1945 г. е изпратен на Далекоизточния фронт, участва в бойните действия на Червената армия в Манджурия. През декември 1946 г. е откомандирован в Москва. Демобилизира се в 1947 г., издържа се от непостоянна работа.
В 1948 г. постъпва чрез конкурс във факултета по живопис на ВГИК. Запознанството с Т. И. Селвинска, студентка от МГХИ, изменя плановете му: след месец учене във ВГИК преминава във факултета по живопис на Московския държавен художествен институт „Суриков“, завършва го в 1954 г. Член на ВКП(б) от 1950 г.
През 1955 – 1958 г. учи в курс за киносценаристи, в 1956 – 1959 г. работи като референт-сценарист в сценаристката майсторска работилница към Сценаристката студия на Управлението по производство на филми на Министерството на културата на СССР. През 1959 – 1961 г. отново се издържа от непостоянна работа. От 1962 г. пише сценарии, в това число и за първия съветски телевизионен сериал „Ден след ден“ („День за днём“) На 27 декември 1966 г. става член на Съюза на писателите на СССР.
Михаил Анчаров умира на 11 юли 1990 г.

## Награди
- Орден „Отечествена война“ II степен (6 ноември 1985)
- орден „Червена звезда“
- медали

## Съпруги и потомци
- Наталия Сурикова (1941 – 1949)
  - дъщеря Елена (1947)
    - внук Артьом (1972)
- Джоя Афиногенова (1953 – 1963)
- Н. Г. Попова (1969 – 1975)
- Ирина Биктеева (от 1975)
  - син Артьом (1981)

## Творчество
Още през 1937 г. Анчаров започва да съчинява песни по стихове на Александър Грин, Борис Корнилов, Вера Инбер. По време на войната започва да пише песни по собствени стихове, изпълнявайки ги със свой акомпанимент на 7-струнна китара. Смята се, че сред родоначалниците (основателите) на жанра авторска песен („първият бард“); Владимир Висоцки е наричал Анчаров свой учител.
След войната наред със съчиняването на песни и стихове пише и проза (първите разкази са публикувани в 1964 година). Най-известните произведения като проза – повестта „Като птицата Гаруда“, „Вечнозелената гора“, „Сода-слънце“ и „Бележки на странстващия ентусиаст“ – са повлияли на светогледа не на едно поколение. Неговите герои изобретяват вечния двигател, доказват теоремата на Ферма и извършват множество най-невероятни открития.
Автор е на няколко десетки авторски песни, сред които популярни като „МАЗове“, „Голяма априлска балада“, „Балада за парашутите“, „Песента за органиста, който в концерта на Алла Соленкова запълвал паузите, докато певицата си почивала“ („Малкият органист“), „Песничка за психа от болницата Ганушкин, който не давал на санитарите граничарската си фуражка“, „Антиеснафска песен“, „Песен за ниския човек, който спрял през нощта девойка около метростанция „Електрозаводска““, „Четиридесет и първа“.

## Произведения

### Книги
- Теория невероятности, 1966, 1967. Роман, повесть. М., МГ
- Теория невероятности, 1967. Пьеса в 2-х частях. М., ВУОАПП
- Сода-солнце, 1968. Фант. трилогия. М., МГ
- Этот синий апрель, 1969. Повесть. М., Сов. Россия
- Драматическая песня, 1971. Пьеса. М. (совм. с Б. Равенских)
- Этот синий апрель. Теория невероятности. Золотой дождь. Сода-солнце, 1973. Повести. М., Сов. Россия
- Самшитовый лес, 1979. Роман. М., Сов. писатель
- Дорога через хаос, 1983. Роман, повести. М., МГ
- Приглашение на праздник, 1986. Романы и повести. М., Худ. литература
- Записки странствующего энтузиаста, 1988. Роман. М., МГ
- Как птица Гаруда, 1989. Роман. М., Сов. писатель
- Звук шагов, 1992. Сборник. М., МП Останкино
- Самшитовый лес, 1994. Сборник. М., АСТ-ПРЕСС
- Ни о чём судьбу не молю, 1999. Сборник. М., Вагант-Москва
- Сочинения, 2001. Сборник. М., Локид-Пресс
- Избранные произведения (комплект из 2 книг + CD), 2007 (в том числе неизданные ранее романы „Интриганка“ и „Сотворение мира“)

### Киносценарии
- 1962: Мой младший брат
- 1963: Аппассионата
- 1966: Иду искать
- 1971 – 1972: День за днём (телесериал)
- 1972: Москва. Чистые пруды (телефильм)
- 1972: Теория невероятности (фильм-спектакль)
- 1978: В одном микрорайоне (телесериал)

### Избрано
„Кап-кап“

…Тихо капает вода: кап-кап.

Намокают провода: кап-кап.

За окном моим беда, завывают провода.

За окном моим беда, кап-кап…
„Большая апрельская баллада“
(„Голяма априлска балада“)
…Мы ломали бетон

И кричали стихи,

И скрывали

Боль от ушибов.

Мы прощали со стоном

Чужие грехи,

А себе не прощали

 Ошибок…
„Песенка про психа из больницы имени Ганнушкина…“
(„Песен за психопата от болницата Ганушкин...“)
Балалаечку свою

Я со шкапа достаю,

На Канатчиковой даче

Тихо песенку пою…